# Zemský okres Berchtesgadensko
Zemský okres Berchtesgadensko (německy Landkreis Berchtesgadener Land) je německý zemský okres ležící v Horních Bavorech. Sousedním zemským okresem je: na severu hornobavorský zemský okres Traunstein, jinak se jedná o výběžek Německa do rakouské spolkové země Salcbursko (tzv. "konec ocasu bavorského lva"). Zemský okres Berchtesgadensko se přechodně od 1. července 1972 do 30. dubna 1973 nazýval Landkreis Bad Reichenhall.

## Geografie
Území zemského okresu Berchtesgadensko můžeme rozdělit na tři různé geografické oblasti. Předalpská se nalézá v okolí Laufenu a Freilassingu, alpská u Bad Reichenhallu a vysokoalpská v okolí Berchtesgadenu.
Nejvyšší bodem zemského okresu je hora Watzmann (2 713 m n. m.), nejnižší místo je položeno 383 m n. m. v Laufenu, kde se vlévá potok Schinderbach do řeky Salzach.

## Města a obce
(Obyvatelstvo k 31. 12. 2010)
| Města 1. Bad Reichenhall, (17 470) 2. Freilassing (15 936) 3. Laufen (6600) Městysy s tržním právem (Markt): 1. Berchtesgaden (7597) 2. Marktschellenberg (1796) 3. Teisendorf (9160) Území bez příslušnosti k obci (41,87 km², všechna neobydlená) 1. Eck (12,60 km²) 2. Forst Sankt Zeno (12,26 km²) 3. Schellenberger Forst (17,01 km²) | Obce 1. Ainring (9877) 2. Anger (4302) 3. Bayerisch Gmain (3037) 4. Bischofswiesen (7527) 5. Piding (5244) 6. Ramsau b.Berchtesgaden (1800) 7. Saaldorf-Surheim (5281) 8. Schneizlreuth (1436) 9. Schönau am Königssee (5326) |